# サウザンドアイランドドレッシング
サウザンドアイランドドレッシング（英: Thousand Island dressing）は、サラダドレッシングおよび調味料の一種である。カタカナ表記に於いてはサウザンアイランドとも略される。
通常、ドレッシングのベースとしてマヨネーズが使われ、オリーブオイル、レモン汁、オレンジ果汁、パプリカ、ウスターソース、マスタード、酢、クリーム、チリソース、トマトピューレ、ケチャップ、タバスコなどを加えることがある。また、みじん切りにしたピクルス、タマネギ、ピーマン、オリーブ、ゆで卵、パセリ、チェリーペッパー 、チャイブ、ニンニク、細かくしたナッツ（クルミ、栗など）を入れるのが一般的である。

## 起源
サウザンドアイランドドレッシングは1900年の料理本に掲載されており、その記述によれば、1900年以前からニューオーリンズで知られていた。
『オックスフォード飲食の友』（The Oxford Companion of Food and Drink）によれば、「サウザンドアイランドドレッシングの名はおそらく、アメリカ合衆国とカナダの間を流れるセントローレンス川に浮かぶサウザンド諸島に由来する」という。サウザンドアイランズでは、ソフィー・ラロンド（Sophia LaLonde）が釣り場案内人である夫のジョージの魚料理のための調味料として作ったものであるという説が良く知られている。この説では、女優のメイ・アーウィンが後で楽しむためにレシピを教えてほしいと頼んだ、という逸話が続く。アーウィンは次々にサウザンドアイランズの夏季の住人達にレシピを教え、サウザンドアイランズにボルト城を建てたウォルドルフ＝アストリアホテル経営者のジョージ・ボルトも知るところとなり、自身の経営するホテルの給仕長オスカー・チルキーにメニューへ加えるよう指示した。1959年の『ナショナルジオグラフィック』誌の記事に「サウザンドアイランドドレッシングは、伝えられるところによれば、ボルトのシェフによって発達した」という記述がある。

## 利用

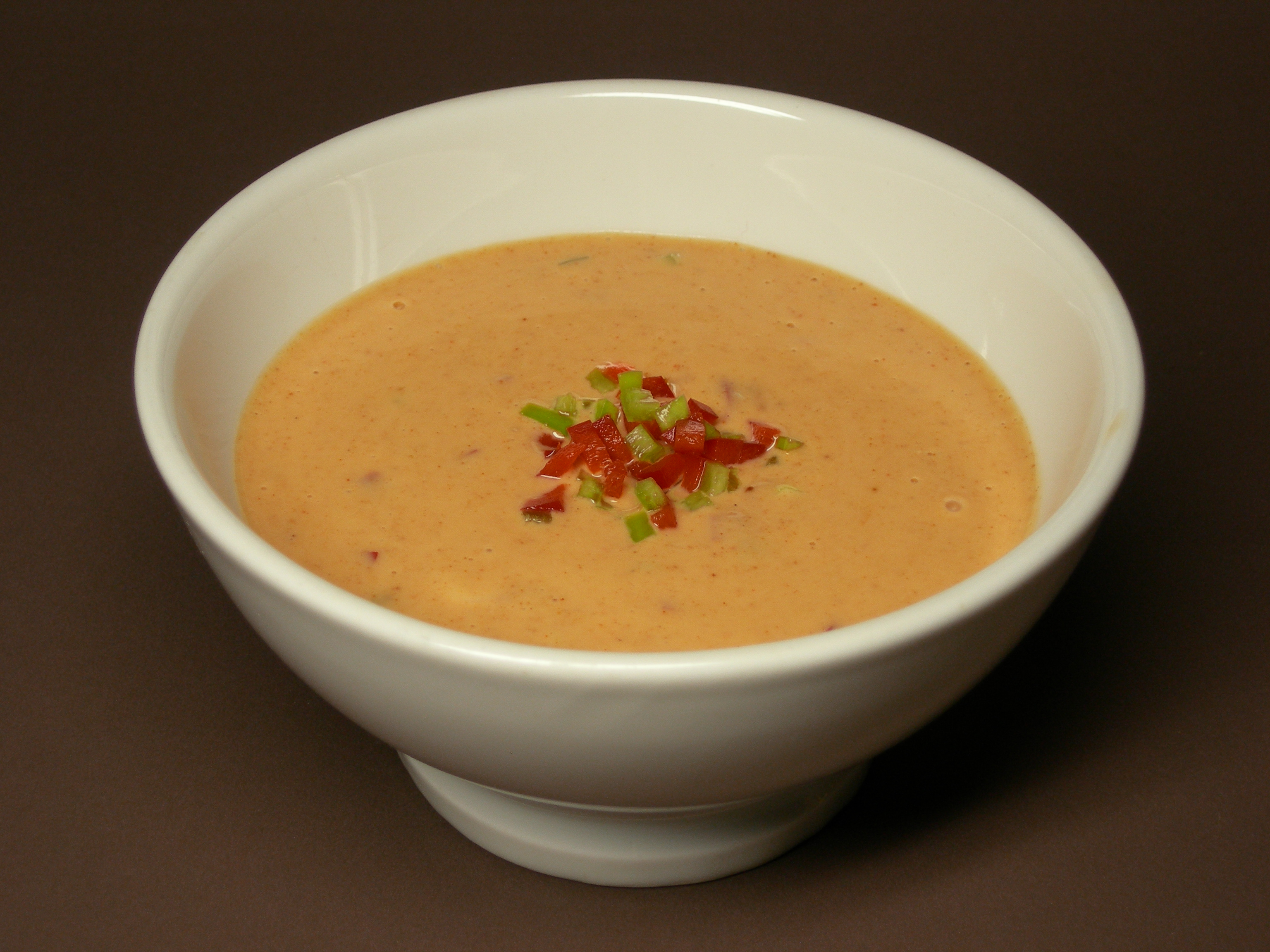
ディップとして利用されるサウザンドアイランドドレッシング

1950年代にサウザンドアイランドドレッシングは一般的なドレッシングとなり、サンドイッチやサラダなどに使われた。アメリカではファーストフード店やダイナーで幅広く利用されている。イモ料理や魚介類、鶏肉などにも使える汎用性の高いドレッシングである。ルーベンサンドを作るときにロシアンドレッシングの代用としてもよく利用される。
ハフィントン・ポスト紙は2006年に、「多くの人はマクドナルドのビッグマックの『スペシャルソース』はただのサウザンドアイランドドレッシングだと思っているが、濃厚で甘みがあり、サウザンドアイランドドレッシングとは少し違う味である」というサラ・J・ジムの記事を掲載した。

## 作り方の例
基本的な材料の比率はレモン汁・生クリームをそれぞれ1とした場合、マヨネーズは6と3分の2、ケチャップは3であり、ケッパー・タマネギ・ピクルスのみじん切りと塩、胡椒を加えて混ぜ合わせて作る。具材にはタマネギのほかエシャロットやパプリカ、ピーマンなども使える。